# Parque nacional del Superagüi
El Parque Nacional de Superagüi fue creado en 1989 con un área inicial cercana a 21.400 ha. 
En 1999 ocurrió otra demarcación aumentando el área hasta las 34.000 ha, lo que incluía a la isla do Superaüi, isla das Peças, isla de Pinheiro e isla do Pinheirinho. Además se incluyó el Canal do Varadouro que separa la isla do Superagüi de las tierras continentales.
El parque nacional es parte de un complejo estuario de Cananéia, Iguape e Paranaguá. En 1991 el parque fue declarado como Reserva de la Biosfera por la Unesco. 
En diciembre de 1999, el parque también fue declarado como Patrimonio Natural de la Humanidad.
Este parque fue posee varias bahías, playas desiertas, restingas, manglares y abundantes formaciones de floresta atlántica. Varias especies animales, algunas razas amenazadas de extinción, como Amazona brasiliensis, Leontopithecus caissara y Caiman latirostris, especies que viven dentro de estos límites.
El parque posee una pequeña infraestructura turística, pero no existe un plano regulador para el manejo de las construcciones. Existe el poblado de Barra do Superagüi que está fuera de los límites del parque y existen varias posadas, cuatro restaurantes y una zona de camping. No existe transporte marítimo regular, siendo necesario contratar barcos para llegar al poblado. Posee una demanda turística relativamente pequeña. Se estima que la demanda pueda subir en el futuro debido a la instalación de energía eléctrica a finales de 1998 y por la proximidad de dos grandes ciudades de Brasil, Curitiba y São Paulo.